# Władysław Majewski (trener)
Władysław Majewski (ur. 18 stycznia 1937 w Sułówku, zm. 5 lutego 2003 w Bytomiu) – wychowawca i trener wielokrotnych  reprezentantów i mistrzów Polski.
Ukończył w 1955 roku Liceum w Zamościu, mieszczącym się w budynku w Akademii Zamojskiej, a następnie w latach 1955–1959 studia w Akademii Wychowania Fizycznego w Warszawie. Od 1959 do 1972 trener pływacki KSZO Ostrowiec  wielokrotnych rekordzistów i mistrzów Polski. Od 1973 do 1982 trener pływaków bytomskich klubów górniczych: Polonia Bytom, Szombierki Bytom. Od 1983 nauczyciel, wychowawca i trener młodzieży szkół bytomskich.